# فأر الخلد الماتابيلي
فأر الخلد الماتابيلي (الاسم العلمي: Cryptomys nimrodi)، نوع من القوارض تنتمي إلة فصيلة العرميات، يوجد في زيمبابوي
والماتابيلي نسبةً إلى ماتابيليلاند.